# Wniebowzięci (album Zabili Mi Żółwia)
Wniebowzięci – trzeci i ostatni album studyjny zespołu Zabili Mi Żółwia wydany nakładem Agencji Artystycznej MRUKU. Na płycie gościnnie zagrał w ostatnim utworze były saksofonista zespołu Akurat Przemysław „Pastuch” Zwias.

## Lista utworów
1. „Złość” – 3:18
2. „Słowa” – 2:49
3. „Ewa” – 3:10
4. „Intelektualny szajs” – 3:26
5. „Maszyny” – 3:14
6. „LKS” – 3:41
7. „Garbus” – 3:19
8. „O tym co ważne” – 3:11
9. „Agata” – 3:48
10. „oBohater” – 2:40
11. „Nocny świat” – 3:37
12. „Mur” – 4:53
13. „Czasami” – 3:24
14. „Słońce” – 3:37
15. „Kolejny” (feat. Pastuch) – 4:18

## Skład
- Jakub Wieczorek – gitara, wokal wspierający
- Michał Wojnar – śpiew
- Wojtek Homa – akordeon, instrumenty klawiszowe
- Karol Wieczorek – perkusja
- Dominik Barnaś – gitara basowa

## Muzycy dodatkowi
- Pastuch – saksofon w utworze „Kolejny”